# Estudios sobre los cuentos
La palabra «estudios» se refiere, en este caso, a una obra en la que se estudia, discute y dilucida una cuestión, mediante un proceso de investigación científica, así como la complejidad, mismo proceso de investigación que lleva a su confección. Definimos cuento como un relato de un suceso, una relación de palabra o por escrito de un suceso falso o de pura invención, una narración breve.

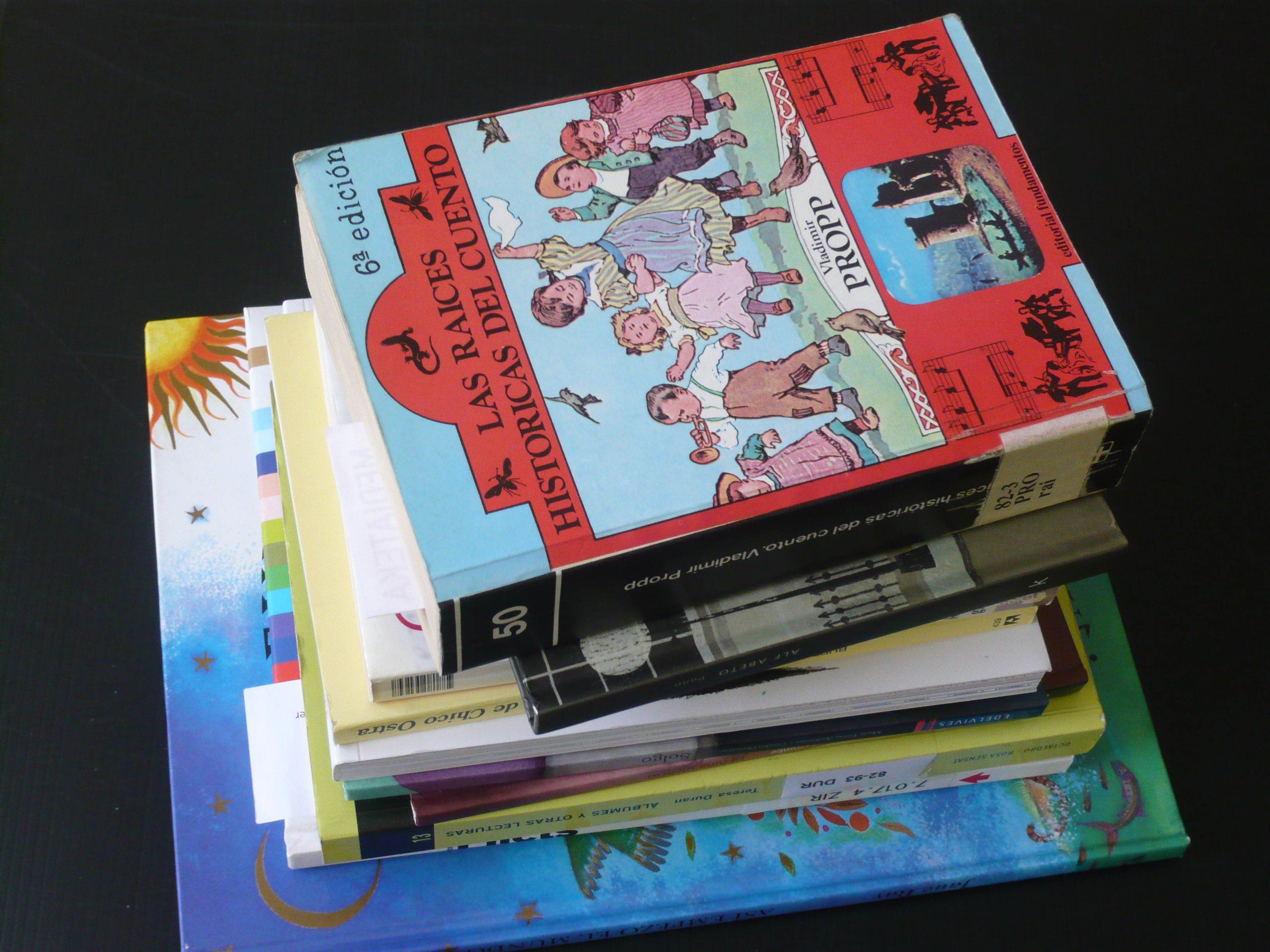
Las raíces históricas del cuento de V. Propp y otros cuentos

## Tipos de cuentos.
Hay dos grandes tipos de cuentos: el cuento popular y el cuento literario.

-El cuento popular: es una narración tradicional de transmisión oral. Se presenta en múltiples versiones, que coinciden en la estructura, pero discrepan en los detalles. Tiene tres subtipos: los cuentos de hadas o cuentos maravillosos, los cuentos de animales y los cuentos de costumbres. El mito y la leyenda son, también, narraciones tradicionales, pero suelen considerarse géneros autónomos. Las mil y una noches es la recopilación más conocida de cuentos populares orientales que se conoce.

-El cuento literario: es el cuento concebido y trasmitido mediante la escritura. El autor suele ser conocido. El texto, fijado por escrito, se presenta generalmente en una sola versión, sin el juego de variantes característico del cuento popular. Se conserva un corpus importante de cuentos del Antiguo Egipto, que constituyen la primera muestra conocida del género. Una de las primeras manifestaciones en la lengua castellana fue El conde Lucanor, que reúne 51 cuentos de diferentes orígenes, escrito por el infante Don Juan Manuel en el siglo XIV.

## Estudios en torno a los cuentos.
Los cuentos recopilados de la tradición oral se cuentan por miles. En el estudio de los mismos, no solamente se ha empeñado el folklore, área de estudio de gran prestigio en algunos países europeos, sino que también ha interesado a la lingüística que encontró un material riquísimo y abundante, a la tecnología, a la historia y, más recientemente, a la psicopedagogía. Como nos dice el traductor de los cuentos de Grimm, Carles Riba (1949): lo que hace perenne la virtud en los cuentos es que valen, como quiere el orden humano, oídas antes que comprendidas; por el simbolismo de unos hechos todos ellos exteriores, infunden verdades infinitamente importantes y difícilmente explicables. 
Entre las cuestiones que interesaron a los estudios interdisciplinarios figuran la de diferenciarlos de las leyendas y los mitos, la de distinguir entre las numerosas variedades de cuentos y la de establecer el origen. 

### Distinción entre cuentos, leyendas y mitos
En primer lugar, las leyendas y cuentos presentan una gran similitud y además con frecuencia, en las publicaciones, se han presentado conjuntamente. 
La leyenda tiene unos trazos históricos y geográficos evidentes al situar los hechos en lugares más o menos localizables que son protagonizados por personajes históricos o acompañantes de los mismos que bien pudieron existir (Tenéze, 1969).
Por el contrario, nos encontramos con un cuento cuando no hay referencia geográfica identificable alguna, los hechos suceden en un bosque, en el mar, o en el castillo encumbrado de un país muy lejano, y tampoco es posible la identificación de los personajes que son indefinidos: un rey, un labrador, un pescador, etc., y, a veces, son calificados con adjetivos  comunes: el hermano mayor, mediano o menor; el más diligente o perezoso; a lo sumo sus nombres, cuando aparecen, son los comunes de la zona geográfica donde se recopilaron, muchas veces sirviendo para dar título al cuento: Pedro el de Malas, Juan el Oso. 
En relación con los mitos, la distinción ha sido más discutida. Propp, en sus extensos estudios, indicó que los mitos podían haber sido una de las fuentes utilizadas en la formación de cuentos, aunque sean distintos por la función social que desempeñan, según el período histórico en que se formaron (Propp, 1980). En cambio «Lévi-Strauss advierte que algunas narraciones que tienen carácter de cuentos en una sociedad, son mitos en otra. En todo caso, los cuentos serían mitos en miniatura, y en una relación de complementariedad, no de derivación histórica» (Almodóvar, 1982: 19).
Sin embargo, el mito (que muestra mucha dureza en su relato, que presenta unos elementos sobrenaturales muy fuertes y unos personajes que luchan hasta el límite de sus fuerzas) tiene un final invariablemente trágico. 
El cuento (a pesar de los pasajes difíciles, de los seres imaginarios como son las brujas, los gigantes y las serpientes de siete cabezas, a pesar de las pruebas imposibles y unos protagonistas con los cuales es fácil la identificación) tiene asegurado un final feliz. Estas características peculiares del cuento son las que sirven para recomendar enfáticamente que los niños conozcan muchos cuentos porque, además de enfrentar debidamente al niño con los conflictos humanos básicos, le enseñan que la lucha contra las serias dificultades de la vida es inevitable, es parte intrínseca de la existencia humana; pero si uno no huye, sino que se enfrenta a las privaciones inesperadas y a menudo injustas, llega a dominar todos los obstáculos alzándose al fin victorioso (Bettelheim, 1981:9-31).

### Orígenes del cuento
Los estudios interdisciplinarios, exponen las dificultades para dar una explicación satisfactoria al hecho de que haya cuentos en todos los lugares donde el ser humano se estableció y que, además, presenten numerosos trazos comunes. 
La corriente histórico-geográfica que en opinión de Propp no conducía a nada verdaderamente incuestionable y que, a la postre, iba a ser una cuestión tabú para la ciencia, como la del origen mismo del lenguaje (Almodóvar, 1982: 13) apunta la posibilidad de situarlos en el neolítico, o bien que fueran creaciones pertenecientes a la cultura homérica. Por otra parte, Otto Huth, folklorista alemán, «sitúa el epicentro del cuento en el área donde se originó la cultura megalítica, en la parte occidental de África del norte y se habría extendido por todo el litoral mediterráneo de la península ibérica» (Fábregas, 1982: 210). Otros autores, Benfey, Th. y Cosquin, E., defienden la teoría «Indianista» según la cual todos los cuentos nacen en la India (excepto unos pocos que serían anteriores al siglo X) y se habrían difundido a partir de las relaciones comerciales y mediante la transmisión literaria hacia el imperio bizantino, Italia y España (Grup d'Estudi del Conté Popular, 1985:13-14). Tal hipótesis sería reforzada por el hecho de que en el año 1545 sea fechada la serie de tres manuscritos sirios, la más antigua que se conoce, y que fue encontrada por el arqueólogo orientalista Antoine Galland (1646-1715).
Galland, con la ayuda de Hanna, un persa que amplió la serie con sus propios cuentos, publicó en seis volúmenes sus hallazgos arqueológicos  (Bettelheim, 1980:10). Otro dato concordante con lo que venimos anotando, sería que en Italia se publican, recién establecida la imprenta, los primeros cuentos europeos las Piaccevoli motti,  de Giovan Francesco Straparola, en los que, por primera vez, surgen motivos de cuentos conocidos por nosotros. También en Italia, Basile recoge de la tradición oral, que las mujeres del pueblo contaban a sus hijos Lo cunto de li cunti,  adelantándose en unos años a la recopilación de los hermanos Grimm efectuada entre las mujeres del campo, en Alemania»  (Hürlimann, 1968:43). Es probable que los cuentos de «Las mil y una noches» viajasen en el barco de Simbad por las aguas de tiempos olvidados. Recojamos de este viaje la explicación que matiza la teoría indianista al afirmar que podemos clasificar los cuentos tradicionales de Europa y de todos los países de la cultura europea, en cuanto a sus orígenes, de la manera siguiente, según Aurelio M. Espinosa (1946):

1. Cuentos que han venido de Oriente en tipos ya bien establecidos y que han sufrido cambios muy insignificantes en su transmisión y difusión a los países de Occidente.
2. Cuentos que han sido desarrollados en Europa con elementos o motivos orientales. Los tipos de esos cuentos han sido establecidos de una manera definitiva en Occidente.
3. Cuentos que han sido formados en Occidente completa o casi completamente.

Por otra parte, con un planteamiento más global para esclarecer los orígenes de los cuentos y, ante la presencia múltiple en distintos lugares geográficos, se argumenta que habría dos tipos de explicaciones (Simonsen, 1981): 
- El nacimiento de los cuentos se debería a una supuesta monogénesis, a partir de la cual seguiría una etapa de difusión o traslado a otras partes. Esta explicación sería coincidente con los estudios geográfico-históricos.
- Una supuesta poligénesis se vería reforzada por estudios etnográficos y antropológicos que demuestran cómo los trazos de culturas antiguas evolucionadas siguen vigentes hoy en pueblos que se han mantenido en estado primitivo.

El enigma de los cuentos populares no está dilucidado en estos momentos, a pesar de los extraordinarios trabajos realizados. Pero, quizás, es necesario que el enigma acompañe siempre a los cuentos para que no pierdan el encanto que tienen, como dice la metáfora: «Cuentos, bellos espejos de agua, tan transparentes y profundos». Por último, al hablar de los orígenes de los cuentos recopilados de la tradición oral cabe mencionar el grupo de cuentos de autor moderno que, como en el caso de Hans Christian Andersen, son susceptibles de confusión si se establece un paralelismo con los hermanos Jacob y Wilhelm Grimm o con Charles Perrault. 
Aunque el caso de Perrault es muy complejo según explica Soriano (1977) en un estudio de más de 500 páginas, hay que distinguir entre Perrault o los Grimm que escribieron cuentos a partir de las versiones orales conocidas en su tiempo. Perrault presagia que en lo sucesivo los cuentos van a ser para los niños cuando publica en 1697 sus Contes de ma mere VOye, aunque en ese momento sea en la corte donde consiguen la mayor difusión: Los Grimm empiezan a publicar en 1812 su primer volumen de Cuentos infantiles y caseros, escritos con extraordinaria calidad literaria pero con la misma claridad y sencillez con que se los contara una campesina de Kassel.
Por el contrario, Andersen, que nació en Copenhague en 1805, va a convertirse en un personaje mundialmente famoso porque recorre un gran número de ciudades europeas y «logra hacer reír y llorar a miles de personas, entre ellas, junto a niños y padres, también a reyes, ministros y generales» (Hürlimann, 1968:113). Andersen leyó y escuchó, en sus múltiples viajes, cuentos de 
variadas procedencias que le sirvieron para desarrollar un arte inigualable lleno de belleza, sensibilidad e ironía tan patentes el «El patito feo», «El vestido nuevo del emperador» o en «Ole Lukóje», que el autor escribió definitivamente una vez que los había contado innumerables veces a su público. Además, algunos cuentos de Andersen inician una nueva era en la reelaboración de cuentos al introducir el animismo que tanto complace al niño. A veces Andersen «es insuperable en la animación de los objetos más banales» (Rodari, 1973:64).

### Dificultades en la clasificación de los cuentos
Otra gran línea de estudio de los cuentos es la que hace referencia a su clasificación, a la cual dedicó parte de sus trabajos Wilhelm Wundt que ya, entre 1911 y 1920, publicó su conocida obra  La psicología de los pueblos. En ella propone siete grupos de cuentos: 
- Cuentos-fábulas mitológicos.
- Cuentos maravillosos puros.
- Cuentos y fábulas biológicos.
- Fábulas puras de animales.
- Cuentos «sobre el origen».
- Cuentos y fábulas humorísticos.
- Fábulas morales.

Este intento de clasificación de los cuentos se repetiría por otros estudiosos de distintas disciplinas. Entre los numerosos trabajos destacamos dos por la repercusión que han tenido posteriormente. 

#### El ingente esfuerzo deAarne-Thompson.
Ante el ritmo tan rápido que seguía la publicación de colecciones de cuentos en el área de los países nórdicos, la asociación «Folklore Fellows», constituida en 1907, encargó a uno de sus miembros, el finlandés Antti-Aarne, que iniciara un ensayo de clasificación sobre el cual «se ocupó con diligencia» (Tenéze, 1969) de forma que en 1910 se publicaba, en Folklore Fellow Communications, el esquema fundamental que serviría para poder ir ampliando la clasificación y que tenía el nombre de «Verzeichnis der Marchentypen». Aarne elaboró un índice numérico con subdivisiones ordenadas alfabéticamente y la posibilidad de dejar abierta la entrada de nuevos elementos a su clasificación. El objetivo era fijar los distintos tipos de cuentos (La Cenicienta, Hansel y Gretel, etc.) que encontraba repetidos en los corpus recopilados, diferenciándolos de las múltiples versiones que existen basadas en un mismo tipo.
En principio se definieron unos 550 tipos de cuentos, pero en 1928, después de la muerte de Aarne acaecida en 1925, Stith Thompson tradujo al inglés y amplió el catálogo con la entrada de numerosas colecciones de la Europa occidental y meridional. En sucesivas reediciones, los 550 tipos de Aarne se ampliaron a 3.000 en el nuevo índice de Aarne-Thompson. El esfuerzo sumado de muchas personas, a través de largos años, fue útil para fijar que la relación entre tipo y versión de un cuento es análoga a la que establecen los lingüistas entre lengua y habla. Y que existe el tipo de una Cenicienta y numerosas cenicientas contadas en versiones variadas (Grimalt, 1978: 24).
Sin embargo, el nuevo catálogo del índice de Tipos no resultó ser totalmente clarificador ni ágil, y ello hizo que Thompson decidiera iniciar, en 1932, otro índice de Motivos, basándose en la observación de que en los cuentos se repiten una serie de pasajes. Por ejemplo, el secuestro o robo de la hija del rey por un dragón, o al arrancar una mata de tomillo se abre un camino que nos lleva a un castillo. Pero, como pasa en el índice de los tipos, también complican la clasificación las enormes combinaciones posibles si el secuestro lo realiza un gigante, el viento, o un águila y si en vez de llegar a un castillo situado en un bosque frondoso, al arrancar la mata, por el agujero, nos deslizáramos al fondo del mar. 
En los años sesenta, los índices de Tipos y de Motivos (que son complementarios) han sido relaborados por Thompson, y por supuesto consultados por muchos investigadores que consideran que siempre será modelo de índices futuros (Tenéze, 1969). Además, «es el único sistema que podemos llamar general y se le denomina simplemente el índice Internacional» (Grimalt, 1978:22). La consulta de los índices resulta de muy difícil manejo, pero cumplen el objetivo de facilitar la localización rápida de las versiones y de permitir la comparación entre los corpus cuentísticos de países distintos, tal como lo demuestran los investigadores franceses Paul Delarue y Marie-Louise Tenéze que, en los años 1957, 1964 y 1975, han publicado tres volúmenes sobre la base de los cuentos populares franceses.
Más recientemente, en Palma de Mallorca, se ha realizado una tesis doctoral basada en la catalogación internacional de los 24 volúmenes de Rondaies Mallorquines d'en Jordi d'es Recó, recopiladas por A. M. Alcover (1862-1932). 
La utilidad del índice Aarne-Thompson para catalogar recopilaciones distintas de cuentos radica en que «Los nuevos estudios que se hacen pueden dar lugar no sólo a la creación de nuevos tipos, sino también a la rectificación de los antiguos, a la división en subtipos, etc. La obra de Aarne Thompson tiene una finalidad eminentemente práctica. El índice pretende ser un instrumento para facilitar la localización rápida de las versiones, para evitar el tener que recorrer de punta a punta las colecciones enteras para comprobar si contienen tal o cual versión, finalidad que cumple debidamente» (Grimalt, 1978: 25).

#### Los resultados de la obra de Vladimir Propp
Aunque Propp fue consultor de Aarnee-Thompson y también conoció la clasificación de Wundt, se encontró con grandes dificultades para clasificar las extraordinarias colecciones de cuentos revisadas por Bolte y Polivka, basadas en variantes recogidas en el mundo entero. Propp explica: «Antes de dilucidar la cuestión del origen del cuento, es evidente que hay que saber qué es el cuento.
Como los cuentos son extremadamente variados y como resulta claro que no se les puede estudiar inmediatamente en toda su diversidad, hay que dividir el corpus en varias partes, es decir, hay que clasificarlo. De la exactitud de la clasificación depende la exactitud del estudio posterior, pero la clasificación ha de ser el resultado de un examen preliminar en profundidad» (Propp, 1977:17). Ese examen en profundidad originó la obra más reconocida del autor, Morfología del cuento publicada en 1928. Aunque en ella no presentó ninguna clasificación general de los cuentos, sí contribuyó de manera fructífera a delimitar el grupo de los cuentos maravillosos, los más enigmáticos y profundos. A ellos dedicaría también otro estudio sobre "Las raíces históricas del cuento", aspecto que había constituido el punto de partida de sus trabajos. Alguna de las partes de este libro habían sido escritas cuando preparaba la publicación de "La morfología",  en 1928, pero finalmente fueron reelaboradas y ampliadas cuando salió a la luz el estudio de "Las raíces históricas", en 1946. 
La morfología de Propp establece que un cuento es maravilloso cuando contiene en su relato una serie de funciones (treinta y una son las descritas) que siguen siempre el mismo orden. Las funciones con elementos constantes y permanentes, son las partes constitutivas del cuento maravilloso: «alejamiento de la familia», «prohibición expresa dada al protagonista», «trasgresión de la prohibición», etc. Todos los cuentos maravillosos pertenecen a un mismo tipo, es decir, todos tienen la misma estructura que será más o menos compleja. Otra constante de este tipo de cuentos es la presencia de siete personajes que entran en la escena de la misma manera y realizando las mismas funciones. A veces, en un cuento, un personaje responde a varias funciones por lo cual no siempre son siete los personajes que aparecen, y tampoco son identificables las treinta y una funciones que Propp describe. Los atributos del personaje (conjunto de cualidades externas), como puedan ser el sexo, la edad, la situación, su apariencia exterior, etc., proporcionan al cuento sus colores, su belleza y su encanto (Propp, 1977).
 Cabe añadir que las conclusiones de este autor, que supo de los resultados de otros estudiosos pero tuvo que trabajar en la soledad, fueron ampliamente difundidos y discutidos en Europa a partir del año 1958, año de la primera traducción al inglés. Por tanto, «más de treinta años habían transcurrido desde que el investigador ruso diera a conocer sus conclusiones, verdaderamente extraordinarias, sobre las leyes que rigen la estructura del cuento maravilloso» (Almodóvar, 1982:19). Sin embargo, a pesar de las objeciones que plantearan Greimas y Lévi-Strauss, lo cierto es que, a partir de la década de los sesenta, Propp ya no ha podido ser ignorado en ningún estudio serio sobre los cuentos. Por otra parte, la aportación de Propp es válida de cara a una nueva clasificación internacional de tipos y motivos que pueda superar los defectos de la clasificación de Aarne-Thompson (Grimalt, 1978: 20). Antonio Rodríguez Almodóvar ha aplicado el método de análisis de Propp a una muestra de la colección de cuentos populares de Aurelio M. Espinosa padre, que era publicada entre 1923 y 1926 después de que, desde la universidad americana de Stamford, Espinosa (de familia española) viniese a recorrer España recogiendo cuentos populares de viva voz, «los que todavía podían encontrarse con cierta facilidad por aquel entonces» (Almodóvar, 1982:16). 
La colección sería ampliada por Aurelio Espinosa hijo (siguiendo el método de su padre) durante la primavera y el verano de 1936. El trabajo quedaría brusca y definitivamente interrumpido, pero se había salvado «buena parte de ese tesoro antiquísimo de la cultura de nuestro pueblo, hoy sumamente mermado en las calles y en los lugares donde fue aliciente de tertulias campesinas y motivo de asombro permanente para los adultos y para los niños, en esa larguísima etapa de civilización en que los unos compartían con los otros juegos y relatos» (Almodóvar, 1982: 16).
Debido a las características de este trabajo, demostrada la enorme complejidad de los cuentos, vamos a finalizar este apartado precisando que: 
- Aunque en sus investigaciones Propp y Aarne-Thompson quedaron atrapados por el «encantamiento» y la complejidad de los cuentos maravillosos,  también llamados cuentos de hadas, o historias de príncipes y princesas, la clasificación definitiva que quiso ultimar Thompson sirvió para divulgar el conocimiento sobre la profundidad de los cuentos «maravillosos y la existencia de otros grupos muy delimitados, tales como los cuentos de animales o fábulas de animales, los cuentos burlescos, los cuentos de tontos, los cuentos referidos a fenómenos naturales,  los cuentos ejemplares,  los cuentos de mentiras, los cuentos sentenciosos, etc. En este sentido, al hablar de cuentos nos estamos refiriendo, en general, a los cuentos maravillosos, aunque no quedan excluidos algunos de los cuentos de animales, cuentos ejemplares u otros.
- Una vez que estudios como los de Grimalt y Almodóvar, a que nos hemos referido anteriormente, nos confirman que los cuentos de nuestra área geográfica «pertenecen al mismo tronco, posiblemente indoeuropeo, que los extendió por toda Europa, con la aclimatación propia a ciertas peculiaridades de nuestra cultura» (Almodóvar, 1982: 20), hemos de manifestar la necesidad de fijar un control de calidad de los cuentos que hay que explicar en casa o en la escuela.